# Toshiya Takagi
Toshiya Takagi (高木 利弥 Takagi Toshiya?, nacido el 25 de noviembre de 1992 en Hiroshima) es un futbolista japonés que se desempeña como defensa en el Matsumoto Yamaga F. C. de la J1 League.

## Trayectoria

### Clubes
| Club                   | País  | Año         |
| ---------------------- | ----- | ----------- |
| Montedio Yamagata      | Japón | 2015 - 2017 |
| JEF United Chiba       | Japón | 2018        |
| Kashiwa Reysol         | Japón | 2018 - 2019 |
| Matsumoto Yamaga F. C. | Japón | 2019 -      |

## Estadística de carrera

### J. League
| Club              | Año   | J. League | J. League | Copa J. League | Copa J. League | Total | Total |
| Club              | Año   | Part.     | Goles     | Part.          | Goles          | Part. | Goles |
| ----------------- | ----- | --------- | --------- | -------------- | -------------- | ----- | ----- |
| Montedio Yamagata | 2015  | 20        | 0         | 3              | 0              | 23    | 0     |
| Montedio Yamagata | 2016  | 33        | 0         | -              | -              | 33    | 0     |
| Montedio Yamagata | 2017  | 36        | 1         | -              | -              | 36    | 1     |
| Total             | Total | 89        | 1         | 3              | 0              | 92    | 1     |